# Jakob Stenius den yngre
Jakob Stenius den yngre, kallad Koski-Jaakko (Fors-Jakob), född den 2 februari 1732, död den 5 februari 1809, var en finländsk präst och ingenjör; son till Jakob Stenius den äldre.
Stenius gjorde sig 1757, genom sin gradualavhandling om forsbyggnader, så bemärkt, att han kort därefter kallades till ledare för de i Finland pågående forsrensningsarbetena.
Han prästvigdes 1767 och efterträdde fadern som kyrkoherde i Pielisjärvi. På denna plats verkade han ivrigt för avtappning och sänkning av sjöar inom den stora socknen, så att vidsträckta landytor vanns för odling.
Vetenskapsakademien gav honom 1761 guldmedalj för en skrift om bästa sättet att befria ängar från mossa. Han hade väsentlig del i Pielisjärvi sockens försvar under Gustav III:s ryska krig 1788-90, men anklagades en tid, med orätt, för att ha stått i hemligt förbund med fienden.